# Guadalupe Peak
Guadalupe Peak è la montagna più elevata del Texas. Si trova nel Parco nazionale dei Monti Guadalupe e fa parte della catena dei Monti Guadalupe che si estendono dal sud-est dello stato del Nuovo Messico all'ovest del Texas. La vetta si affaccia sul deserto di Chihuahua.